# Orellana (Ucayali)
Orellana es una localidad peruana, capital del distrito de Vargas Guerra, ubicado en la provincia del Ucayali en el departamento de Loreto. Se encuentra a una altitud de m s. n. m. Tiene una población de 5191 habitantes en 1993.

## Clima
| Parámetros climáticos promedio de Orellana | Parámetros climáticos promedio de Orellana | Parámetros climáticos promedio de Orellana | Parámetros climáticos promedio de Orellana | Parámetros climáticos promedio de Orellana | Parámetros climáticos promedio de Orellana | Parámetros climáticos promedio de Orellana | Parámetros climáticos promedio de Orellana | Parámetros climáticos promedio de Orellana | Parámetros climáticos promedio de Orellana | Parámetros climáticos promedio de Orellana | Parámetros climáticos promedio de Orellana | Parámetros climáticos promedio de Orellana | Parámetros climáticos promedio de Orellana |
| Mes                                        | Ene.                                       | Feb.                                       | Mar.                                       | Abr.                                       | May.                                       | Jun.                                       | Jul.                                       | Ago.                                       | Sep.                                       | Oct.                                       | Nov.                                       | Dic.                                       | Anual                                      |
| ------------------------------------------ | ------------------------------------------ | ------------------------------------------ | ------------------------------------------ | ------------------------------------------ | ------------------------------------------ | ------------------------------------------ | ------------------------------------------ | ------------------------------------------ | ------------------------------------------ | ------------------------------------------ | ------------------------------------------ | ------------------------------------------ | ------------------------------------------ |
| Temp. máx. media (°C)                      | 32                                         | 31                                         | 31                                         | 32                                         | 32                                         | 31                                         | 31                                         | 32                                         | 33                                         | 32                                         | 32                                         | 32                                         | 31.8                                       |
| Temp. media (°C)                           | 27.5                                       | 27                                         | 26.9                                       | 26.8                                       | 26.6                                       | 26.1                                       | 26                                         | 26.9                                       | 27.5                                       | 27.5                                       | 27.3                                       | 27.4                                       | 27                                         |
| Temp. mín. media (°C)                      | 22                                         | 22                                         | 22                                         | 22                                         | 22                                         | 20                                         | 19                                         | 20                                         | 21                                         | 22                                         | 22                                         | 22                                         | 21.3                                       |
| Fuente n.º 1: Accuweather                  |                                            |                                            |                                            |                                            |                                            |                                            |                                            |                                            |                                            |                                            |                                            |                                            |                                            |
| Fuente n.º 2: climate-data.org             |                                            |                                            |                                            |                                            |                                            |                                            |                                            |                                            |                                            |                                            |                                            |                                            |                                            |